# Кугутівка (Швайківці)
Кугутівка (пол. Kugutówka) — колишній хутір в Україні, нині — місцевість неподалік Швайківців Тернопільської области.

## Географія
Розташований за 1,40 км від с. Швайківці.

## Історія
Хутір відомий з XVIII ст.

## Соціальна сфера
Діяв млин.